# والدمار کوسینسکی
والدمار کوسینسکی (لهستانی: Waldemar Kosiński؛ زادهٔ ۱۷ مارس ۱۹۶۵) وزنه‌بردار اهل لهستان بود.